# 레비체

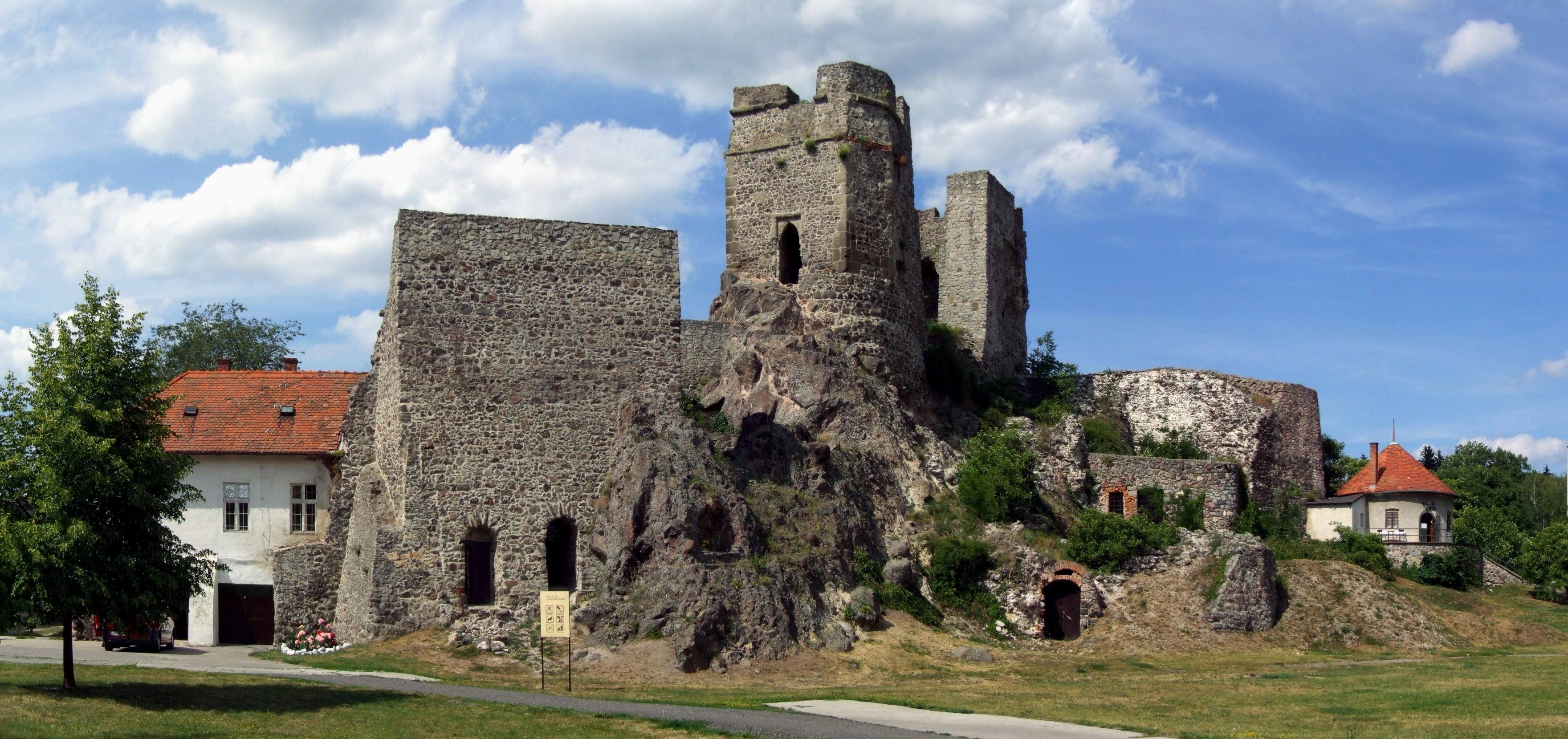
레비체 성

레비체(슬로바키아어: Levice, 헝가리어: Léva 레버[*], 독일어: Lewenz 레벤츠[*])는 슬로바키아 서부 니트라 주에 위치한 도시로 면적은 60.996km2, 높이는 163m, 인구는 35,980명(2006년 기준), 인구 밀도는 590명/km2이다.
브라티슬라바에서 동쪽으로 110km, 니트라에서 남동쪽으로 40km, 반스카슈티아브니차에서 남서쪽으로 32km, 즈볼렌에서 남서쪽으로 55km, 헝가리 국경에서 25km 정도 떨어진 곳에 위치한다.